# FC Zell am See
Der FC Zell am See (von Fußball-Club Zell am See) ist ein Fußballverein aus der Stadt Zell am See im Land Salzburg in Österreich und seit der Saison 2025/26 in der 2. Landesliga Süd.
Die Vereinsfarben des FC Zell am See sind Blau und Gelb. Seine Heimspiele trägt der Klub im mit 500 Sitzplätzen ausgestatteten Alois-Latini-Stadion (der ehemaligen Sportanlage Seespitz), das im Ortsteil Schüttdorf liegt aus.

## Geschichte
Der Verein wurde nach eigenen Angaben im Jahr 1942 gegründet. Andere Quellen sprechen jedoch von einer offiziellen Gründung unter dem Namen ATSV Zell am See im Jahr 1946. Jedenfalls nahm der Verein in der Saison 1946/47 erstmals in der 2. Klasse Süd an der Salzburger Meisterschaft teil. Der Arbeiter-Turn- und Sportverein gewann in der Folgesaison 1947/48 den Meistertitel dieser Klasse und qualifizierte sich in der danach angesetzten Aufstiegsrunde zur Salzburger Landesklasse mit dem zweiten Rang hinter dem oberösterreichischen Verein ATSV Mattighofen und vor dem neu gegründeten ATSV Puch bei Hallein für die damals höchste Liga im Salzburger Fußballgeschehen. Mit dem letzten Rang im Jahr 1952 begann sich der Verein jedoch aufzulösen und musste den Spielbetrieb einstellen.
Nach einem Jahr wurde der Verein wieder reaktiviert und nahm nunmehr als ASV Zell am See wieder an der Meisterschaft teil. 1958 gelang dem Arbeitersportverein der Meistertitel in der Landesklasse Süd und damit verbunden der Aufstieg in die zweigeteilte Tauernliga, die zu jener Zeit als zweite Spielstufe auf Amateurbasis neben der professionell geführten Staatsliga B zählte. Hier spielten die Bergstädter gegen namhafte Vereine wie SV Austria Salzburg, SAK 1914, ASK Salzburg und dem 1. Halleiner Sportklub. Mit der Einführung der Regionalliga West im Spieljahr 1959/60 mussten die Zeller eine Stufe tiefer in der Landesliga antreten. 1962 stieg man kurzfristig in die 1. Klasse Süd ab, feierte im Folgejahr jedoch umgehend vor dem TSV St. Johann im Pongau den Meistertitel und gehörte damit wieder der drittklassigen Landesliga an. 1968 konnte wieder der Gewinn der Landesliga und der Aufstieg in die Regionalliga gefeiert werden. Der ASV Zell am See vermochte jedoch nicht mit den Vereinen der zweiten Spielstufe zu konkurrieren und fand sich jedes Jahr im Abstiegskampf wieder. Mit dem Abstieg aus der Regionalliga im Spieljahr 1970/71 begann man sich vermehrt auf die Jugendarbeit zu konzentrieren und führte nach und nach neue Strukturen im gesamten Vereinswesen ein, die als Grundstein für die späteren Erfolge dienten.
1981 gewann der mittlerweile in FC Zell am See umbenannte Fußballverein die Salzburger Liga und feierte damit seine Rückkehr in die Regionalliga West. Mit einer großteils aus heimischen Spielern zusammengesetzten Mannschaft gelang den Zellern mit dem dritten Rang die Qualifikation zur 2. Division der Bundesliga. Dort überzeugten die Bergstädter mit guten Leistungen und konnten die Topvereine der Liga wie den Favoritner AC, Vorwärts Steyr, Flavia Solva und den Badener AC fordern. Auf Grund ihrer Abschlussschwäche gingen zu viele Spiele knapp verloren. In der Endabrechnung konnten die Zeller aber sechs Siege und elf Unentschieden vorweisen, denen nur 13 Niederlagen gegenüberstanden. Trotzdem verpasste man um zwei Punkte den Klassenerhalt und musste das Kapitel zweite Bundesliga wieder schließen.
In den folgenden Jahren spielte der FC Zell am See in der Regionalliga und der Landesliga beziehungsweise Salzburger Liga. Durch zahlreiche Ligenreformen in den 1980er und 1990er Jahren änderte sich mehrmals die Klassenzugehörigkeit des Vereins. Im Spieljahr 2003/04 gelang dem FC Zell am See erneut der Gewinn der Landesliga und der Aufstieg in die Regionalliga. Es folgte jedoch der Wiederabstieg in die Landesliga nach nur einer Saison Regionalliga.
Nach dem Abbruch der Saison 2019/20 entschied man sich, aufgrund der durch die COVID-19-Pandemie entstandenen wirtschaftlichen Schäden, die Kampfmannschaft mit sofortiger Wirkung aus der Salzburger Liga zu nehmen und einen Neustart in der 2. Klasse Süd/West zu wagen. In der Saison 2022/23 stieg der FC Zell am See als Meister in die 1. Klasse Süd auf.

## Erfolge
- Teilnahme an der Zweiten Bundesliga: 1982/83
- 1 × Salzburger Landesmeister: 1981/82
- 5 × Meister der Landesliga: 1957, 1968 (ASV Zell am See), 1981, 1986, 2004 (FC Zell am See)
- 1 × Meister der 2. Klasse Süd: 2022/23

## Ehemalige bekannte Spieler
- Anton Janda – 1947–1948; Bundesliga-Spieler beim SK Admira Wien; vierfacher österreichischer Meister und Mitropapokal-Finalist 1934; 10-facher österreichischer Nationalspieler und Teil des Wunderteams
- Franz Bacher – 1984–1995; Bundesliga-Spieler beim SV Casino Salzburg; österreichischer Nationalspieler
- Markus Fürstaller – 1993–1996; Bundesliga-Spieler beim SV Austria Salzburg
- Thomas Klingsbigl – Nachwuchsspieler des Klubs; 1994–1998; Zweitliga-Meister mit Schwarz-Weiß Bregenz 1999
- Christoph Freund – 2003–2005; nach seiner aktiven Karriere als Sportdirektor beim FC Red Bull Salzburg und dem FC Bayern München aktiv

## Frauenfußball
Die Frauensektion stieg 2001 auf und bildete bis 2003/04 in der 2. Division Mitte das Starterfeld. Zur Saison 2004/05 wurde die Frauensektion aufgelöst.